# Briollay

Briollay este o comună în departamentul Maine-et-Loire, Franța. În 2009 avea o populație de 2,601 de locuitori.